# Dr 2
Pour les articles homonymes, voir DR2 (homonymie).
La Dr 2 est un modèle d'automobile du constructeur DR Motor Company lancé en 2010. Il s'agit d'une Chery A1 rebadgée,.